# HD 179886
HD 179886，又名CD-4513072，SAO 229584、HR 7289，是一颗恒星，视星等为5.4，位于銀經352.23，銀緯-23.13，其B1900.0坐标为赤經19h 9m 4.9s，赤緯-45° -23.13′ 25″。